# 文化の諸様式
『文化の諸様式』（Patterns of Culture）は1934年にアメリカの人類学者ルース・ベネディクトによって発表された著作である。
ベネディクトは文化の類型理論を提唱した人類学の研究者であり、本書はラドクリフ＝ブラウンやマリノフスキーが論じた機能主義の潮流に位置づけられる重要な研究である。ただし、ベネディクトは機能主義が文化を構成要素から分析する研究であり、統合体として把握する視点が不足しているという観点から本書は文化の性格についての全体的な考察が述べられている。内容としては第1章慣習の科学、第2章文化の多様性、第3章文化の統一性、第4章ニューメキシコのプエブロ、第5章ドブ島民、第6章アメリカ北西海岸地方、第7章社会の性質、第8章個人と文化のパターンから構成されている。
ベネディクトは人間が慣習によってつくられるものであり、また文化は統一性の下で成立しているという立場に立脚して研究を行っている。文化の相違とは文化の統合形態の相違であり、この区別を明確にするために3つの事例を調べている。それはニューメキシコのプエブロとドブ島の民族、そしてアメリカ北西海岸のクワキウトル族の3つの民族が持つ文化の事例である。ベネディクトの分析によれば、プエブロ族の文化形態では節度を重視して過激な行動が忌避されるために強烈な刺激をもたらすシャーマニズムの儀礼は行われない。またドブ島の民族は他人との厳しい生存競争を背景とする猜疑心に特徴付けられ、また妖術によって近隣民族からも嫌厭されるような文化の形態である。さらにアメリカ西岸のクワキウトル族は競争心が強く、また陽気な性格として特徴付けられ、儀式においても恍惚が重要視される。プエブロ、ドブ、クワキウトルの3つの文化はそれぞれ異なった文化形態であり、ベネディクトはそれぞれをアポロ型、パラノイア型、ディオニソス型と分類している。

## 書誌情報
- Patterns of Culture, (Houghton Mifflin, 1934年).（尾高京子訳『文化の諸樣式』中央公論社, 1951年/米山俊直訳『文化の型』社会思想社, 1973年　講談社学術文庫　2008年）